# Sophie Zelmani (musikalbum)
Sophie Zelmani är det självbetitlade debutalbumet av den svenska singer-songwritern Sophie Zelmani från 1995. Albumet finns i tre olika omslag – ett för originalutgåvan, ett speciellt för resten av Europa och Asien samt ett för den amerikanska utgåvan, vilken utgavs den 15 oktober 1996 på Sony Music. Albumet spelades in då Zelmani var 23 år gammal och fortfarande tilltalades under sitt födelsenamn Sophie Edkvist. Totalt har fem av låtarna på albumet givits ut som singlar.
Originalutgåvan saknar låten So Good, som är spår fyra på de nyare utgåvorna.

## Låtlista
Alla låtar är skrivna av Sophie Zelmani och arrangerade av producenten Lars Halapi.
1. I'd Be Broken – 4:17
2. Stand By – 3:01
3. There Must Be a Reason – 2:27
4. So Good – 4:15
5. Always You – 2:51
6. A Thousand Times – 2:42
7. Tell Me You're Joking – 2:43
8. Woman in Me – 2:05
9. You and Him – 3:29
10. Until Dawn – 3:20
11. I'll Remember You – 3:18
12. I'll See You (In Another World) – 4:17

## Singlar från albumet
- Always You (1995, CD och Maxisingel)
- There Must Be a Reason (1995, CD)
- A Thousand Times (1995, CD)
- So Good (1996, CD)
- You and Him (1996, CD och 7"-vinyl)

## Medverkan i filmer
- Stand By finns med i filmen Independence Day från 1996
- Always You finns med i filmen My Best Friend's Wedding från 1997

## Listplaceringar
| Lista (2008) | Topplacering |
| ------------ | ------------ |
| Belgien      | 27           |
| Frankrike    | 48           |
| Sverige      | 4            |

### Fotnoter
1. ↑  http://web.archive.org/web/19980526213901fw_/http://www.sonymusic.se/artister/zelmani/diskografi/diskografi.htm
2. ↑  Placeringar på den belgiska albumlistan
3. ↑  Placeringar på den franska albumlistan
4. ↑  Placeringar på den svenska albumlistan